# Robert Vâlceanu
Robert Alexandru Vâlceanu (Bucarest, 29 marzo 1997) è un ex calciatore rumeno, di ruolo centrocampista.